# Francisco Urrutia Olano
Francisco José Urrutia Olano (12 de abril de 1870-6 de agosto de 1950) fue un político, diplomático y jurista colombiano.

## Biografía
Nació el 12 de abril de 1870 en Popayán. Era hijo de Francisco de Paula Urrutia Ordóñez, Ministro Plenipotenciario de Colombia en Quito, y su esposa Dolores Olano Hurtado.
Fue ministro de Interior de forma temporal y sirvió como ministro de Exteriores en los periodos 1908-1909 y 1912-1914 en el gobierno de Carlos Eugenio Restrepo. Su principal acto como tal fueron la firma del Tratado Thomson-Urrutia que restableció las relaciones entre Estados Unidos y Colombia. 
Fue también ministro plenipotenciario ante los gobiernos de Bolivia, España, Suiza y representante permanente ante la Liga de las Naciones. En esta última presidió el Consejo Ejecutivo en nombre de Colombia en 1928. En 1931 fue elegido Juez Permanente de la Corte Internacional de Justicia de La Haya, donde sirvió hasta 1942, cuando dimitió por la Segunda Guerra Mundial.

## Familia
Se casó en Popayán el 24 de junio de 1909 con Elena Holguín Arboleda. Juntos tuvieron cuatro hijos: Francisco José (1910), María de la Paz (1911), Sofía (1912) y Carlos (1917).

## Obras escogidas
- Urrutia Olano, Francisco José (5 de mayo de 1906). La Doctrina de Monroe. Quito: Imp. Universidad Central. OCLC 19953396.
- Urrutia Olano, Francisco José (1918). Los Estados Unidos de América y Las Repúblicas Hispano-Americanas de 1810 á 1830: Páginas de Historia Diplomática. Madrid: Editorial-América. OCLC 2455240.
- Urrutia Olano, Francisco José (1916). A Commentary on the Declaration of the Rights of Nations Adopted by the American Institute of International Law (en inglés). Washington, D.C. ISBN 978-1-154-48697-1. OCLC 650767503.
- Urrutia Olano, Francisco José (1920). La Evolución del Principio de Arbitraje en América: La Sociedad de Naciones (en inglés). Madrid: Editorial-América. OCLC 2455240.
- Urrutia Olano, Francisco José (1913). «The Commercial, Bills of Exchange, Bankruptcy and Maritime Law of Ecuador».  En Scrutton, Thomas Edward; Bowstead, William; Huberich, Charles Henry, eds. The Commercial laws of the world, comprising mercantile, bills of exchange, bankruptcy and maritime laws of all civilised nations (en inglés). Boston: Boston Book Co. OCLC 9792935.
- Urrutia Olano, Francisco José: El ideal internacional de Bolívar (no publicado)